# لو رید
لویس آلن رید (انگلیسی: Lewis Allan Reed؛ ۲ مارس ۱۹۴۲ – ۲۷ اکتبر ۲۰۱۳) خواننده و ترانه‌نویس آمریکایی بود. او بیشتر به عنوان گیتاریست، خواننده و ترانه‌نویس گروه ولوت آندرگراوند و فعالیتش به عنوان یک هنرمند منفرد که در طول دهه‌ها و در سبک‌های مختلف موفق بوده است شناخته می‌شود. با اینکه ولوت آندرگراوند در طول فعالیت خودش مورد بی‌توجهی مردم واقع شد اما یکی از تأثیرگذارترین گروه‌های موسیقی راک است به طوری که آلبوم اول گروه به نام ولوت آندرگراوند و نیکو که با همکاری نیکو خواننده آلمانی در سال ۱۹۶۷ منتشر شد، از سوی مجله رولینگ استون در سال ۲۰۰۳ سیزدهمین آلبوم برتر تمامی اعصار و «پیامبرانه‌ترین آلبوم راک تاریخ» لقب گرفت.
رید بعد از جدایی از گروه، کار تکی خودش را از سال ۱۹۷۱ شروع کرد. دومین آلبوم او، مبدل (۱۹۷۲)، به تهیه‌کنندگی دیوید بویی و تنظیم دیوید بویی، او را در جریان اصلی به شهرت رساند. این آلبوم به‌عنوان نقطه عطف تأثیرگذار در ژانر گلم راک شناخته می‌شود و با موفق‌ترین تک‌آهنگ رید، «پیاده‌روی در سمت وحشی» (Walk on the Wild Side)، برجسته شده است.
مجلهٔ رولینگ استون آلبوم ۱۹۸۹ رید به نام نیویورک را به عنوان نوزدهمین آلبوم برتر دههٔ هشتاد و دو آلبوم دیگر او به نام‌های برلین و مبدل را به ترتیب در رتبه‌های ۳۴۴ و ۱۹۴ در ۵۰۰ آلبوم برتر تمام اعصار قرار داد.
رید به عنوان آهنگساز اصلی ولوت آندرگراوند دربارهٔ موضوعاتی مانند سکس و مواد مخدر که به‌طور گسترده در آن دوران تجربه می‌شدند آهنگ‌هایی نوشته بود. سبک ترانه‌سرایی رید «به‌طور غیرمعمول ادبی» توصیف شده و اغلب شامل مضامینی از جمله مواد مخدر و مسائل جنسی بود که در دهه ۱۹۶۰ تابوشکن تلقی می‌شدند. رید به شدت تحت تأثیر ادبیات و شعر بود و تلاش می‌کرد خودمختاری خلاقانه‌ای که در ادبیات وجود دارد را به موسیقی راک بیاورد. او به خاطر سبک نوازندگی گیتار لید پرسروصدا و پرهیاهوی خود شناخته می‌شد.

## زندگی
لو رید در خانواده‌ای یهودی در بروکلین به دنیا آمد و در فری‌پورت بزرگ شد. براساس برخی از اسناد نام اصلی او لوییس آلن رید بوده است نه لوییس فریبنکز. رید یادگیری گیتار را با رادیو و با سبک ریتم و بلوز آغاز کرد. در دوران دبیرستان در گروه‌های مختلفی به نوازندگی پرداخت. اولین ضبط او در یک گروه دوو ووپ به نام خسته‌ها بود.
لو رید به دلیل رفتار همجنسگرایانه‌اش در دوران نوجوانی با شوک الکتریکی تحت درمان قرار گرفت. او دربارهٔ تجربه این شیوهٔ درمان در آهنگ «پسرت را بکش» صحبت کرده است. رید در یکی از مصاحبه‌ها می‌گوید:
آنها یک چیزی در گلوی شما می‌گذارند تا زبانتان را نخورید و بعد الکترودها را روی سرتان می‌گذارند. این کاری بود که برای درمان همجنسگرایی در راکلاند پزشکان تجویز می‌کردند. نتیجه این کار این بود که شما حافظه‌تان را از دست می‌دهید و تبدیل به هویج می‌شوید. شما نخواهید توانست هیچ کتابی بخوانید چون وقتی به صفحه ۱۷ برسید باید دوباره از اول همه چیز را شروع کنید.
رید در پاییز سال ۱۹۶۰ وارد دانشگاه سیراکوز شد و به یادگیری روزنامه‌نگاری، کارگردانی فیلم و نویسندگی پرداخت. قبل از آنکه علاقه اصلی خودش را پیدا کند در یک برنامه رادیویی به نام «گشت و گذاری بر روی ریل لغزان» به نوازندگی نیز می‌پرداخت. برنامه در مورد موسیقی جز، ریتم و بلوز و دو ووپ بود. بسیاری از تکنیک‌های رید مانند گیتار درام او برگرفته از نوازندگان ساکسیفون جز مانند اورنت کلمن بود. رید در سال ۱۹۶۴ از کالج هنر و علم دانشگاه سیراکیوز فارغ‌التحصیل شد.
او که در بهار ۲۰۱۳ عمل پیوند کبد انجام داده بود در اکتبر همان سال بر اثر نارسایی کبد در خانه‌اش در ایست‌همپتون، نیویورک درگذشت.

## حرفه

### ولوت آندر گراوند
رید و جان کیل، دیگر عضو اصلی گروه د ولوت آندر گراوند هر دو در یک منطقه زندگی می‌کردند. آنها بعد از مدتی استرلینگ موریسون (گیتاریست) و مورین تاکر (نوازنده درام) را نیز به گروه اضافه کردند. با اینکه گروه هیچ‌گاه به‌طور طولانی مدت پایدار نبود (کیل در سال ۱۹۶۸ و رید دو سال بعد گروه را ترک کردند) و همچنین هیچ‌گاه موفقیت عظیم تجاری نداشت اما به عنوان یکی از تأثیرگزارترین و معروف‌ترین گروه‌های تاریخ راک شناخته شد.
بعد از مدتی کوتاه گروه توانست توجه هنرمند بزرگ آرت راک، اندی وارول رو به خود جلب کند.